# Porto Belo
Porto Belo (en portugués: Puerto Bello), es un municipio brasileño del estado de Santa Catarina. Tiene una población estimada al 2022 de 27 688 habitantes. Ubicado en la costa del estado, pertenece a la Región Geográfica Inmediata de Itajaí.

## Historia
La locación del municipio era habitada por los Carios antes de la llegada de los primeros navegantes a principios del Siglo XVI. El primer colonizador y habitante permanente fue el portugués Domingos de Oliveira Rosa, quien llegó en busca de oro y se instaló en el municipio en 1703, pero no encontró el mineral y abandonó el municipio.
A partir de 1753, colonos Azores se instalaron en el lugar, el pueblo entonces era conocido como "Nova Ericeira", aunque el lugar también era llamado "Garoupas".
El 18 de diciembre de 1824, la villa fue elevada a freguesia con el nombre de "Bom Jesus dos Aflitos de Porto Belo". Logró su emancipación de Tijucas el 1 de septiembre de 1925. Del municipio de Porto Belo, se emanciparon Itapema en 1962 y Bombinhas en 1992.
El municipio que cuenta con playas, un pequeño puerto y rodeado de bellezas naturales, que forman una bahía, es un lugar turístico emergente del estado de Santa Catarina.